# サマーワ
サマーワ、あるいはアッ＝サマーワ（السماوة al-Samāwa 英語表記はSamawah, as-Samawahなど）は、イラク共和国ムサンナー県の都市。報道などではNHKを除きもっぱらサマワと表記されるが、サマーワとした方が現地発音にやや近い。

## 概要

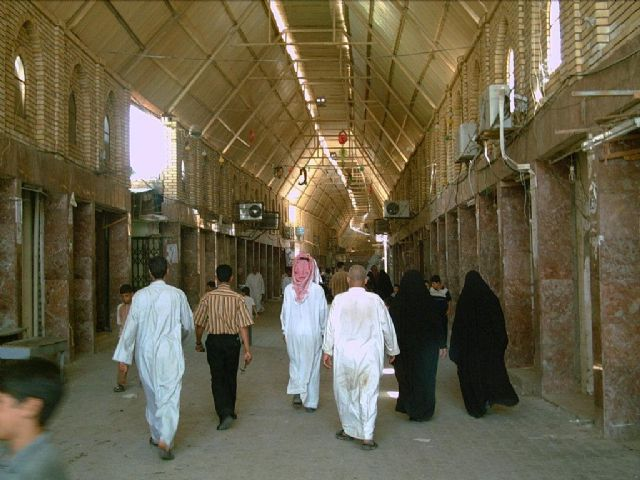
サマーワ中心部のマーケット

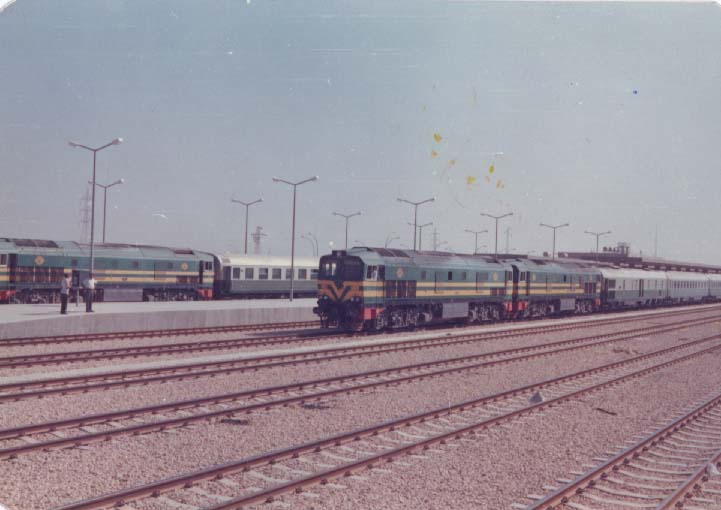
サマーワ駅

北緯31度18分・東経45度16分、首都バグダードの東南約280kmに位置し、人口はおよそ13万人である（30万人とする説もある）。人口40万～50万人ほどのムサンナー県の県都で、一帯はシーア派（十二イマーム派）の信徒が多い。
産業は農業が中心で、工業はセメント、岩塩、煉瓦などを生産しているが、失業率が高い。
バグダードとバスラから幹線道路が通じるほか、両都市との間にバグダード＝バスラ高速鉄道路線がある。

## 歴史
世界最古の文明とされるシュメール時代はウルクがあった。
ユダヤ人の地区 (agd al yahood) が古くからあり、ユダヤ教王朝（ヒムヤル王国）の民が定住していた。銀行や商業が発達する。
ユダヤ人やシーア派といったマイノリティの多い都市であるため、かつてはイラク共産党のシンパが多く、1964年はNigret Al Salman刑務所に向かっていた1,000人以上の共産党の政治犯を運ぶ車両を多くのサマワの人間が襲うという事件が起きた。
1979年から1981年のサッダーム・フセイン政権の民族浄化ではサマワの人間の多くが他国に強制送還されたりされた。

## 治安
ムクタダー・サドル支持グループ等による駐留反対活動に加え、2005年8月には停電・失業問題への抗議からムサンナー州知事の解任要求デモが発生した。そして、駐留軍や警察との銃撃戦が発生するなどの治安悪化のため、2006年5月には外出禁止令が出された。2007年8月20日には通勤中のモハメド・アリ・ハッサン州知事（自衛隊駐留時の知事）が道路脇爆弾によって殺害された。

## 日本との関係

### 日本の自衛隊駐留
イラク戦争以降はオランダ軍が駐屯・治安維持にあたり、更に2004年1月にイラク復興支援として日本の自衛隊が駐留を開始し、復興支援活動を開始した。オランダ軍は2005年3月でイラク派遣を終了する旨を表明し、予定通り撤退した。撤退の後には英軍が進駐したが、武装勢力が侵入する恐れがあり、自衛隊の安全が保たれるか不安の声が上がった。実際、サマワを「非戦闘地域」であるとし自衛隊派遣を強力に後押しした小泉純一郎首相は、派遣の前後を含め一度も現地視察を行わなかったが、大野功統防衛庁長官（当時）は2004年12月5日にそのほかに自民党や公明党の幹事長などが視察を行った。
しかしオーストラリア軍が増派をしてサマーワの治安維持に当たることを表明。増派にはイギリス・アメリカの要請、また日本との経済上の強い結びつきなどによって増派要請からおよそ2週間と言う短期間での決定となった。
2005年4月24日には、オーストラリア軍の派遣部隊の第一陣43人がサマーワ入りし、自衛隊の警護活動やイラク治安部隊の訓練などを始めた。
自衛隊の駐留にあたり、サマーワは日本の法において自衛隊のイラク駐留の法的根拠となるイラク復興支援特別措置法に定めた通じて戦闘がなされることの無い非戦闘地域であると認定された。
自衛隊が仮設した入浴施設は自衛隊隊員によりサマワ温泉と命名され、自衛隊隊員の入浴風景などがニュースで報じられた。

### 日本政府のイラク復興支援
日本政府がイラクへの復興支援の一環として、深刻な電力不足に悩むサマーワに建設していた大型（60メガワット）の火力発電所が2008年10月に完成した。2年半の工期を要し、無償資金援助（約127億円）により完成したものであり、発電所の運転が本格的に始まれば、サマーワとその周辺の12万人に電力を供給できるようになる見通しで、生活環境の改善と工場の生産拡大につながり、経済復興のきっかけになると期待される。

### 日本の民間協力
中東の専門家の大野元裕主導で、大野が所属するライオンズクラブ330-C地区（埼玉県）はサマーワの慈善協会に対し孤児院を建設し、2006年6月29日に寄贈した。大野はTBS系のニュース23等において、この協力は人道目的のみならず、社会的な弱者がテロ組織にリクルートされることを予防すると共に、自衛隊派遣の是非はともかく、派遣された日本国民たる自衛隊員を間接的に守る協力となれば良いと述べている。
2006年12月20日には、外務省サマーワ事務所長及び駐サマーワ陸上自衛隊隊長等が出席し、正式な引き渡し式典が執り行われた。現在では数十名が寄宿している。